# 238 до н. е.

## Події
- Битва біля Пріона
- Битва біля Утіки
- Облога Тунета

## Народились
- Масинісса
- Публій Корнелій Лентул Кавдін (претор)
- Філіпп V Македонський

## Померли
- цар Чу Каолі
- Сунь-цзи